# Colón (Montevideo)

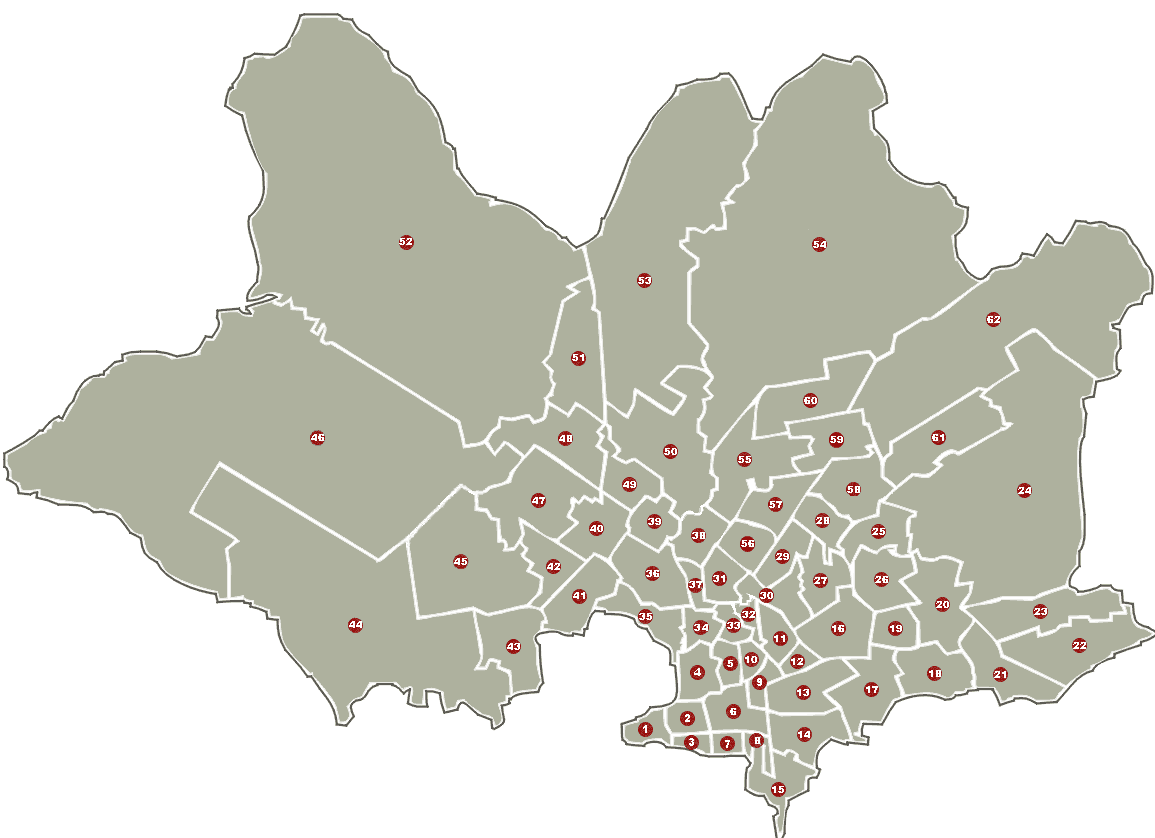
Karte mit den Barrios von Montevideo. Nrn. 51 und 53 zeigen Villa Colón

Villa Colón, oder auch einfach nur Colón ist ein Stadtviertel (Barrio) der uruguayischen Hauptstadt Montevideo.
Es befindet sich im Norden Montevideos und war ursprünglich eine eigenständige, außerhalb gelegene Stadt.
Die Gründung erfolgte Mitte des 19. Jahrhunderts durch Perfecto Giot.

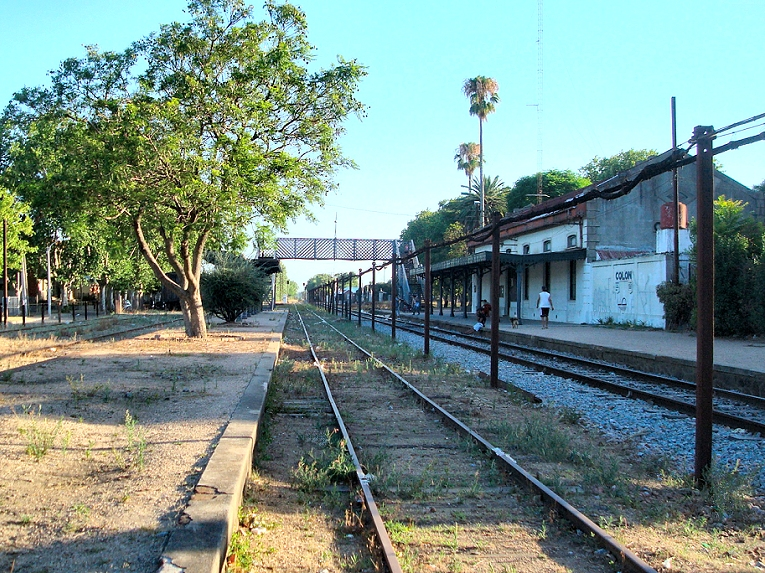
Bahnhof von Colón